# Morpho polybaptus
Morpho polybaptus är en fjärilsart som beskrevs av Butler 1874. Morpho polybaptus ingår i släktet Morpho och familjen praktfjärilar. Inga underarter finns listade i Catalogue of Life.